# Droga krajowa 54
Die Droga krajowa 54 (DK 54) ist eine Landesstraße in Polen. Sie verläuft in Ost-West-Richtung durch den Powiat Braniewski (Kreis Braunsberg) in der Woiwodschaft Ermland-Masuren und verbindet – bei einer Gesamtlänge von 18 km – die Droga ekspresowa S 22 (die frühere Reichsautobahn Berlin–Königsberg) mit der polnisch-russischen Grenze und der russischen Fernstraße A 194 in der Oblast Kaliningrad (Königsberg (Preußen)).
In ihrer Gesamtlänge verläuft auf der Strecke der DK 54 die Europastraße 28, die von Berlin kommend nach Minsk in Belarus führt.
Der Streckenabschnitt zwischen Braniewo und der polnisch-russischen Staatsgrenze bei Gronowo (Grunau) ist ein Teilabschnitt der ehemaligen deutschen Reichsstraße 1.

## Streckenverlauf
Woiwodschaft Ermland-Masuren:
Powiat Braniewski (Kreis Braunsberg):
- Chruściel (Tiedmannsdorf, Kr. Braunsberg) (→ S 22 und DW 506)
- Glinka (Hermannsdorf, Kr. Braunsberg)
- Prątnik (Marienfelde, Kr. Braunsberg)
- Braniewo (Braunsberg, Ostpreußen) (→ DW 504 und DW 507)

~ Pasłęka (Passarge) ~
X Staatsbahnlinie Nr. 204: Malbork (Marienburg (Westpr.)) – Мамоново (Mamonowo/Heiligenbeil) X
- Siedlisko (Einsiedel, Kr. Heiligenbeil)
- Młoteczno (Hammersdorf, Kr. Heiligenbeil)
- Gronowo (Grunau, Kr. Heiligenbeil)

o Grenzübergangsstelle Gronowo (Grunau) (PL) / Мамоново (Mamonowo/Heiligenbeil) (RUS) o